# Thomas E. Winn
Thomas Elisha Winn (* 21. Mai 1839 bei Athens, Georgia; † 5. Juni 1925 in Atlanta, Georgia) war ein US-amerikanischer Politiker. Zwischen 1891 und 1893 vertrat er den Bundesstaat Georgia im US-Repräsentantenhaus.

## Werdegang
Thomas Winn besuchte das Carrollton Masonic Institute und danach bis 1860 das Emory and Henry College in Emory (Virginia). Nach einem anschließenden Jurastudium und seiner im Jahr 1861 erfolgten Zulassung als Rechtsanwalt begann er in Alpharetta in seinem neuen Beruf zu arbeiten. Für kurze Zeit war er auch als Staatsanwalt tätig. Noch im Jahr 1861 schloss er sich während des Bürgerkrieges dem Heer der Konföderation an, in dem er bis zum Ende des Krieges bis zum Oberstleutnant aufstieg.
Nach dem Krieg arbeitete Winn seit 1868 auch in der Landwirtschaft. Zwischen 1876 und 1890 war er Schulbeauftragter im Gwinnett County. Politisch war er Mitglied der Demokratischen Partei. Bei den Kongresswahlen des Jahres 1890 wurde er im neunten Wahlbezirk von Georgia in das US-Repräsentantenhaus in Washington, D.C. gewählt, wo er am 4. März 1891 die Nachfolge von Allen D. Candler antrat. Da er im Jahr 1892 auf eine weitere Kandidatur verzichtete, konnte er bis zum 3. März 1893 nur eine Legislaturperiode im Kongress absolvieren.
Nach seinem Ausscheiden aus dem US-Repräsentantenhaus zog sich Thomas Winn wieder aus der Politik zurück. In den folgenden Jahren arbeitete er wieder in der Landwirtschaft. Er starb am 5. Juni 1925 in Atlanta.